# Contarinia inulicola
Contarinia inulicola är en tvåvingeart som beskrevs av Stelter 1965. Contarinia inulicola ingår i släktet Contarinia och familjen gallmyggor. Inga underarter finns listade i Catalogue of Life.